# José Ramón Ripoll
José Ramón Ripoll es un escritor, poeta, periodista y musicólogo español nacido en Cádiz en 1952.

## Trayectoria
Ha trabajado en Radio Nacional de España, desempeñando diversas responsabilidades culturales, principalmente  como conductor de programas musicales en  la emisora Radio Clásica. Desde su fundación, en 1991, dirige RevistAtlántica de poesía, publicación editada por  la Diputación Provincial de Cádiz, especializada en literatura internacional e iberoamericana. Ha cultivado especialmente la poesía, destacando entre sus obras los poemarios La tarde en sus oficios (1978), La Tauromaquia (1980), Sermón de la barbarie (1981), El humo de los barcos (1984), Las sílabas ocultas (1991) y Niebla y confín (2000).Estos tres últimos títulos se reescribieron y se reunieron en un solo volumen, bajo el título de Hoy es Niebla (2002). Posteriormente ha publicado Estragos de la guerra (2011) Piedra rota (2013) y La lengua de los otros. Asimismo es el autor de diversas monografías y artículos literarios y musicales, como Beethoven según Liszt, Vistas al mar: apuntes sobre los compositores catalanes del 27,  El mundo pianístico de Chopin. Pasión y poesía,  Variaciones sobre una palabra (La poesía, la música, el poema), Cuarenta años sonando: la Orquesta de RTVE, Cantar del agua etc. Junto al compositor americano Uri Caine escribe la cantata Desastres de la guerra, una reflexión poética y sonora sobre la barbarie, la invasión, la ignominia y el sometimiento de los pueblos, basándose en la serie homónima de aguafertes de Goya, por encargo del Festival Internacional de Granada (2008), de donde surge el poemario citado, Estagos de la guerra. Entre otros premios, ha sido galardonado con el Guernica en 1979, el Villa de Rota (1980), el Premio de Poesía Juan Carlos I en 1983 o el Tiflos (1999). También se le concedió la Beca Fulbright para ampliar conocimientos en Estados Unidos como escritor invitado al International Writing Program de la University of Iowa (1984) y la Ayuda a la Creación Literaria del Ministerio de Cultura (1986). En 2016 ha recibido el prestigioso Premio Loewe por La lengua de los otros. En 2018 obtiene el Premio Corda de Ensayo, otorgado por la Fundación Corda de New York, por su trabajo "Poesía y música en David Rosenmann-Taub" y en 2020 el Premio Europa in Versi, otorgado por la Casa de la Poesía de Como al mejor libro de poemas publicado en Italia, por La lingua degli altri (Ventura Edizioni, Senigalia, 2019). Es académico de número en la Real Academia Provincial de Bellas Artes de Cádiz y de la Real Academia Hispano Americana de Ciencias, Artes y Letras.

José Ramón Ripoll ha sido cofundador de diversas publicaciones literarias como Marejada o Fin de Siglo. Fue director del programa Esto es flamenco y Las cuatro músicas de Radio 3, así como de Música y pretexto, El humo de los barcos, Música de cámara, Iberia y Contrapunto, entre otros muchos en Radio Clásica. 

## Poesía
- Nueva Poesía 1: Cádiz (con Rafael de Cózar, Jesús Fernández Palacios y Antonio Hernández, ZYX, Madrid, 1976)
- La tarde en sus oficios (Padilla, Sevilla, 1978).
- Esta música ( Pandero, Rota,1979).
- La Tauromaquia (Ayuso. Endymión, Madrid, 1980).
- Sermón de la barbarie (Fundación Alcalde Zoilo Ruíz-Mateos, Rota, 1981).
- El humo de los barcos (Visor, Madrid, 1984).
- Música y pretexto. Antología (El maillot amarillo, Granada, 1990).
- Las sílabas ocultas (Renacimiento, Sevilla, 1991).
- Niebla y confín ( ONCE, Madrid, 2000).
- Hoy es niebla (Visor, Madrid, 2002).
- Poética y poesía. Ensayo y Antología (Fundación Juan March, Madrid, 2007).
- Estragos de la guerra (Libros del Centro, Madrid, 2011).
- La vida ardiendo. Selección personal. (Caza de Libros-Gimnasio Moderno, Bogotá, 2013).
- Piedra Rota (Tusquets, Barcelona, 2013).
- La lengua de los otros (Visor, Madrid, 2017).
- El espejo y el agua Antología. Selección y prólogo de Mariana Bernárdez. (Ediciones Sin Nombre / Ediciones del Lirio, Ciudad de México, 2018).
- La sombra de nombrar Antología. Prólogo de Carlos Javier Morales. (Renacimiento, Sevilla, 2019).
- Laberinto de espejos (etclibros:cuadernosromero, Málaga, 2023).

## Ensayo
- Beethoven-Liszt: las 9 sinfonías (1998).
- El mundo pianístico de Chopin: pasión y poesía (1999).
- Variaciones sobre una palabra (La poesía, la música, el poema) (2001).
- Hector Berlioz: dos siglos (2003).
- La música en la poesía de Ángel González (2003).
- Cuarenta años sonando. La Orquesta Sinfónica de RTVE (2005)
- El son de las palabras: un paseo personal por la música y la poesía (2005).
- Dimitri Shostakovich en su centenario (2006).
- Cantar del agua(2007).
- Poesía en Música (2018).
- La música del verbo. Reflexiones sonoras sobre la poesía (Centro Editor, Madrid, 2024)

## Otras ediciones
- La alacena. Antología de Pilar Paz Pasamar. (Selección y prólogo, Diputación Provincial de Cádiz, 1987).
- Vivo allí donde estuve. Poemas escogidos de Caballero Bonald 1952-2012 (Selección y prólogo, Junta de Andalucía, Sevilla, 2013).
- Quién sino tú. Antología poética de Caballero Bonald. (Selección y prólogo, Bartleby Editores, Madrid, 2014).
- Aerolitos, Carlos Edmundo de Ory. Edición, selección y estudio previo, La isla de Siltolá, Sevilla, 2019).

## Algunos estudios sobre su obra
- Olalla Castro, Ocho paisajes, nueve poetas -Antología-, Granada, 2009.
- Carlos Manuel López Ramos, Utopía comparada. Dos poetas, dos poéticas: Jesús Fernández Palacios y José Ramón Ripoll, Jerez de la Frontera, 2010.
- Martín Rodríguez-Gaona. En Contra los Influencers"  (Pre-textos, Valencia, 2023).